# Keisha Grey
Keisha Grey (9 de juny de 1994, Tampa, Florida) és una actriu pornogràfica nord-americana d'ascendència irlandesa i espanyola. En el seu setzè aniversari va perdre la seva virginitat amb el seu xicot, que era l'única parella que tenia abans de realitzar pel·lícules per a adults. Va ocupar llocs de treball en una cafeteria i una pizzeria abans de treballar en el porno.
Grey va entrar en la indústria del cinema per a adults a l'agost de 2013 i es va unir a l'agència Motley Models al desembre del mateix any. Ella era una fan de la pornografia abans d'incorporar-se a la indústria mateixa i els seus artistes favorits eren Sasha Grey i James Dean. Els seus agents van donar-li el cognom "Grey" com a nom artístic, perquè eren conscients de la seva admiració envers l'actriu Sasha Grey. "Keisha" ha estat el seu sobrenom des de l'escola secundària.
La primera escena interracial de Grey va ser a My First Interracial per a la web Blacked.com Ella va fer la seva primera escena Gang bang i un Trio amb dos nois a la pel·lícula Keisha, la seva primera escena anal a Big Anal Asses 3, la seva primera escena anal interracial va ser a Stacked 3, i el seu segon Gang bang i la seva primera escena de doble penetració a Gangbang Me 2, tots aquestes pel·lícules van ser dirigides per Mason per als estudis Hard X.

## Premis i nominacions
| Any  | Cerimònia         | Resultat                             |
| ---- | ----------------- | ------------------------------------ |
| 2014 | Premis NightMoves | Millor nova actriu                   |
| 2014 | Premis NightMoves | Millor cos                           |
| 2015 | Premis AVN        | Millor nova actriu                   |
| 2015 | Premis AVN        | Millor escena de sexe oral           |
| 2015 | Premis AVN        | Millor escena amb dos homes          |
| 2015 | Premis AVN        | Millor escena amb una dona i un home |
| 2015 | Premis XBIZ       | Millor nova actriu                   |
| 2015 | Premis XBIZ       | Millor escena                        |
| 2015 | Premis XRCO       | Jove estel                           |
| 2015 | Premis XRCO       | Somni de crema                       |